# 1868

## Esdeveniments
Països Catalans
- 29 de setembre - els Països Catalans: arran de l'arribada de la notícia de la victòria dels revoltats en la batalla del Pont d'Alcolea i de l'èxit de la revolució a Madrid, es constitueixen juntes revolucionàries a Barcelona, Martorell i les principals ciutats. És l'inici del Sexenni Democràtic.
- Sant Just Desvern - Baix Llobregat: Durant la revolució de setembre s'enderroca la creu de terme de l'Hostal Vell.

Resta del món
- 5 de març - Milà (Regne d'Itàlia): estrena de l'òpera Mefistofele d'Arrigo Boito, al Teatro alla Scala.
- 21 de juny - Múnic (Regne de Baviera): estrena d'Els mestres cantaires de Nuremberg de Richard Wagner, en la Hofoper.
- 18 d'agost - La Mar Roja, Aràbia, l'Índia i Malàisia: s'hi observa un eclipsi de Sol que permetrà que l'astrònom francès Janssen descobreixi la primera evidència de l'heli a l'atmosfera solar analitzant-ne l'espectre. Inicialment l'interpreta com a sodi. Dos mesos després, el 20 d'octubre del mateix any, l'astrònom anglès Norman Lockyer, desconeixent aquest descobriment, en troba també evidències i l'identifica com a element nou al qual anomena heli. Aquest element químic no es trobarà a la Terra fins al 1895.
- 18 de setembre - Cadis (Andalusia, Espanya): el general Prim i el brigadier Topete revolten els seus efectius contra el règim isabelí: amb la publicació del manifest "España con honra", hi comença la Gloriosa, que en dies successius s'estendrà per tot el litoral mediterrani espanyol (I República Espanyola).
- 28 de setembre - Còrdova (Andalusia, Espanya): les tropes revolucionàries encapçalades pel general Serrano derroten les fidels a Isabel II, manades pel general Novaliches, en la batalla del Pont d'Alcolea.
- 30 de setembre - Sant Sebastià (Guipúscoa, el País Basc): Isabel II s'exilia de l'estat espanyol, fet que donarà pas a la constitució d'un govern provisional dirigit pels generals Prim i Serrano.
- 19 d'octubre - Estat espanyol: S'estableix la pesseta com a unitat monetària estatal.[1]
- 20 d'octubre - L'astrònom anglès Norman Lockyer (desconeixent el mateix descobriment fet dos mesos abans, el dia 18 d'agost del mateix any, per l'astrònom francès Janssen), observa una línia nova en l'espectre solar i conclou que és causada per un element químic del Sol que no es troba en la terra. L'anomena heli, el nom del Sol en grec, ἥλιος (helios).
- 25 d'octubre - Baire (Cuba): les tropes espanyoles hi derroten els insurrectes cubans (combat de Baire, guerra de Cuba).

## Naixements
Països Catalans
- 20 de febrer, Gràcia, Barcelona: Pompeu Fabra i Poch, filòleg català, principal impulsor de la reforma ortogràfica (m. 1948).
- 25 de febrer, Sant Vicenç de Fals (Bages): Lluís Muncunill i Parellada (m. 1931), arquitecte modernista català.
- 26 de febrer, Barcelona: Aureli Capmany i Farrés, folklorista català.
- 18 de maig, Barcelona: Mercè Anzizu Vila -Sor Eulàlia Anzizu-, monja, escriptora i historiadora, del Monestir de Pedralbes.[2]
- 16 de juliol, Carme: Madame Renaud, modista de l'alta burgesia i noblesa de la Barcelona de finals del s. XIX (m. 1961).[3]
- 28 d'agost, Barcelona: Ernest Moliné i Brasés, advocat, historiador i bibliògraf català (m. 1940).
- 24 de setembre, Alacant: Tomàs López Torregrosa, compositor de sarsuela valencià (m. 1913).
- 3 d'octubre, Cambrils, Baix Camp: Francesc d'Assís Vidal i Barraquer, cardenal català (m. 1943).[4]
- 10 d'octubre, Vinebre: Enriqueta Ferrús i Ribes, llibretera, impressora i escriptora ebrenca de la Renaixença (m. 1922).
- 10 de desembre, Borriana, la Plana Baixa: Vicente Cantos Figuerola, advocat i polític valencià, ministre de Justícia, 1934-1935) durant la Segona República Espanyola (m. 1943).
- 13 de desembre, Barcelona: Francesc Moragas i Barret, advocat i economista català.
- 17 de desembre, Barcelona: Josep Comas i Solà, astrònom català (m. 1937).
- 19 de desembre, Barcelona: Josep Comas i Solà, astrònom i divulgador científic català (m. 1937),
- Sant Feliu de Llobregat, Baix Llobregat: Enriqueta Martí, assassina catalana (m. 1913)

Resta del món
- 5 de gener, Louny: Eduard Tregler, organista, compositor i mestre txec.
  - Cambrigde, Regne Unit: Alice Bache Gould, matemàtica, filantropa i historiadora estatunidenca (m. 1953).[5]
- 9 de gener, Irene Parlby: política feminista i activista social canadenca, ministra i senadora (m. 1965).[6]
- 15 de març, Haslemere: Grace Chisholm Young, matemàtica anglesa (m. 1944).[7]
- 19 de març, Cassolnovo, Llombardia: Luigi Stefano Giarda, violoncel·lista, director d'orquestra i compositor.
- 22 de març - Morrison, Illinois (EUA): Robert Andrews Millikan, físic nord-americà, Premi Nobel de Física de 1923 (m. 1953).[8]
- 26 de març - Guiza (Egipte): Fuad I, sultà d'Egipte (1917) i després rei d'Egipte i Sudan (1922) i sobirà de Núbia, Kordofan i Darfur.(m. 1936).[9]
- 28 de març:
  - Osaka, Prefectura d'Osaka: Keishiro Matsui, polític i diplomàtic japonès.
  - Nijni Nóvgorod (Rússia): Maksim Gorki, escriptor rus (m. 1936).[10]
- 30 de març - Viena (Àustria): Coloman Moser, pintor, dibuixant i dissenyador austríac (m. 1918).
- 1 d'abril - Marsella, França: Edmond Rostand, dramaturg francès.
- 4 d'abril - Brighton, Anglaterra: Philippa Fawcett, matemàtica i educadora anglesa (m. 1948).[11]
- 14 d'abril - 
  - Strabane: Annie Russell Maunder, astrònoma i matemàtica irlandesa (m. 1947).[12]
  - Hamburg (Alemanya): Peter Behrens, arquitecte alemany (m. 1940).
- 19 d'abril - Düren (Rin del Nord-Westfàlia, Alemanya): Max von Schillings, compositor alemany (m. 1933).
- 28 d'abril - Nova York: Hélène de Pourtalès, regatista suïssa, primera dona a guanyar una medalla en uns Jocs Olímpics (m. 1945).[13]
- 6 de maig:
  - París: Gaston Leroux, escriptor francès, autor d'El fantasma de l'Òpera (m. 1927).
  - Tsàrskoie Seló, Rússia: Nicolau II, darrer tsar de Rússia (m. 1918).[14]
- 14 de maig - Kolberg, avui Kołobrzeg a Polònia: Magnus Hirschfeld, metge i sexòleg alemany (m. 1935).
- 30 de maig - París: Camille du Gast, celebritat francesa, pionera de l'automobilisme femení (m. 1942).[15]
- 31 de maig - París: Jane Avril, ballarina de cancan del Moulin Rouge, i model pictòrica de Toulouse-Lautrec.[16]
- 7 de juny - Glasgow (Escòcia, Regne Unit): Charles Rennie Mackintosh, arquitecte (m. 1928).
- 13 de juny: Wallace Clement Sabine, físic estatunidenc que va posar els fonaments de l'acústica arquitectònica (m. 1919).
- 29 de juny - Chicago, Illinois: George Ellery Hale, astrònom estatunidenc (m. 1938).[17]
- 4 de juliol - Massachusetts: Henrietta Swan Leavitt, astrònoma nord-americana (m. 1921).[18]
- 6 de juliol, Londres: Victòria del Regne Unit (princesa del Regne Unit) (m. 1935).[19]
- 14 de juliol - Washington, comtat de Durham, Anglaterra: Gertrude Bell, viatgera, espia agent de l'Imperi britànic, arqueòloga i escriptora britànica (m. 1926).[20]
- 5 d'agost - Hèlsinki (actual Finlàndia): Oskar Merikanto, compositor finès (m. 1924).
- 6 d'agost - Villeneuve-sur-Fère (França): Paul Claudel, poeta i dramaturg francès (1955).
- 7 d'agost -, Londres (Anglaterra): Granville Bantock, compositor britànic de música clàssica (m. 1946).[21]
- 23 d'agost - Brussel·les (Bèlgica): Paul Otlet, bibliògraf i teòric de la documentació, creador de la Classificació decimal universal (m. 1944).
- 24 d'agost, Langenbielau: Wilhelm Teschner, compositor.
- 27 d'agost, Gentofte, Dinamarca: Erik Schmedes, tenor danès.
- 14 de setembre, Dinan, Bretanya, França: Théodore Botrel, poeta i cançoner bretó.
- 11 d'octubre, Lesinhan de las Corbièras (Llenguadoc): Josèp Anglada, filòleg i romanista occità (m. 1930).
- 23 d'octubre, Hamar: Katti Anker Møller, feminista noruega, defensora dels drets de la infància i dels drets reproductius (m. 1945).[22]
- 24 d'octubre, Alexandra David-Neel, escriptora i exploradora francesa (m.1969).[23]
- 4 de novembre, Valga: Carolina Otero, la Bella Otero, ballarina espanyola famosa internacionalment (m. 1965).[24]
- 8 de novembre, Breslau: Felix Hausdorff, matemàtic (m. 1942).
- 11 de novembre, Cuiseaux (França): Édouard Vuillard, pintor francès, membre del grup dels nabís (m. 1940).
- 24 de novembre, Texas, Estats Units: Scott Joplin, compositor i pianista nord-americà.
- 9 de desembre, Breslau, Alemanya: Fritz Haber, químic alemany, Premi Nobel de Química de l'any 1918 (m. 1934).
- 22 de desembre, Zellhausenː Käthe Paulus, paracaigudista alemanya pionera i inventora.[25]
- Thila Plaichinger, cantant austríaca
- Regne Unit: Alfred Madeley Richardson, organista

## Necrològiques
Països Catalans
- 9 de juliol, Sant Gervasi de Cassoles: Joan Cortada i Sala, novel·lista, periodista i historiador català (n. 1805).
- 13 d'agost, Valls, Alt Camp: Filomena Ferrer i Galzeran, religiosa i monja mínima, venerable per l'Església Catòlica (n. 1841).[26]

Resta del món
- 17 de gener: Aleksandr Dargomijski, compositor rus (n. 1813).
- 19 de febrer: Venancio Flores, president de l'Uruguai (59 anys)
- 29 de febrer: Lluís I, rei de Baviera.
- 3 d'abril, Estocolm, Suècia: Franz Berwald, compositior suec (m. 1868).[27]
- 11 d'abril, Margate: Emma Romer, soprano britànica líder al segle xix, productora i gerent de teatre (n. 1814).[28]
- 31 de maig: Michał Mioduszewski, musicòleg i sacerdot polonès.
- 1 de juny, Wheatland (Pennsilvània), EUA: James Buchanan, advocat, 15è President dels Estats Units d'Amèrica (77 anys).[29]
- 12 de juny, 
  - Brooklyn, Nova York: Sarah Mather, inventora del primer periscopi (n.1796).
  - Celle: Heinrich Wilhelm Stolze, organista i compositor alemany del Romanticisme.
- 26 de setembre: August Ferdinand Möbius, matemàtic i astrònom alemany (77 anys).
- 13 de novembre, París, França: Gioachino Rossini, compositor italià (76 anys) (n. 1792)[30]

- París: Antoine Prumier, intèrpret d'arpa francès